# Juan Pacheco Alemán
Juan Pacheco Alemán är en ort i Mexiko.   Den ligger i kommunen Tierra Blanca och delstaten Veracruz, i den sydöstra delen av landet, 300 km öster om huvudstaden Mexico City. Juan Pacheco Alemán ligger 49 meter över havet och antalet invånare är 102.
Terrängen runt Juan Pacheco Alemán är platt, och sluttar österut. Runt Juan Pacheco Alemán är det ganska tätbefolkat, med 65 invånare per kvadratkilometer. Trakten runt Juan Pacheco Alemán består till största delen av jordbruksmark.